# Les Potes
Pour les articles homonymes, voir Dude.
Pour plus de détails, voir Fiche technique et Distribution.
Les Potes (Dude) est un film indépendant américain réalisé par Olivia Milch et sorti en 2018 sur le service Netflix.

## Synopsis
Lily, Chloe, Amelia et Rebecca forment un groupe de meilleures amies soudées dont le principal hobby est de fumer de l'herbe. Un soir comme les autres, Thomas, le frère de Chloe et petit ami de Lily, meurt dans un accident de voiture. Cet événement va changer les choses pour les deux jeunes filles.
Lors de leur dernière année de lycée, Chloe commence à se remettre en question et Lily devient dépendante de son groupe d'amies et contrôle de plus en plus leur vie.
Le groupe va tenter de gérer cette transition à la vie d'adulte, sans oublier pour autant leur passion pour l'herbe.

## Fiche technique
Sauf indication contraire, les informations mentionnées dans cette section peuvent être confirmées par la base de données cinématographiques IMDb,  présente dans la section « Liens externes ».
- Titre original : Dude
- Titre français : Les Potes
- Réalisation : Olivia Milch
- Scénario : Olivia Milch d'après une histoire écrite par Kendall McKinnon et Olivia Milch
- Direction artistique : Fredrick Waff
- Décors : Laura Evans
- Costumes : Tiffany White Stanton
- Photographie : Hillary Spera
- Montage : Annette Davey
- Musique : Mark Batson
- Casting : Tannis Vallely
- Production : Andrew Duncan, Alex Saks, Heather Rae, Langley Perer et Jen Isaacson
  - Producteurs exécutifs : Jimmy Miller, Mark G. Mathis, Paul Bernon et Sam Slater
- Sociétés de production : June Pictures, Mosaic Media Group, RadicalMedia et Puny Voice
- Société de distribution : Netflix
- Pays d'origine :  États-Unis
- Langues originales : anglais
- Format : Couleur - 4K
- Genre : Comédie dramatique
- Durée : 97 minutes
- Dates de sortie :
  -  : 20 avril 2018 sur Netflix

## Distribution
- Lucy Hale (VF : Élisabeth Ventura) : Lily
- Kathryn Prescott (VF : Youna Noiret) : Chloe
- Alexandra Shipp (VF : Anaïs Delva) : Amelia
- Awkwafina (VF : Olivia Dalric) : Rebecca
- Alex Wolff (VF : François Santucci) : Noah
- Brooke Smith (VF : Charlotte Junière) : Lorraine
- Jerry MacKinnon (VF : Namakan Koné) : Sam
- Ronen Rubinstein (VF : Alexis Gilot) : Mike
- Satya Bhabha (en) (VF : Benjamin Gasquet) : M. Bemis
- Sydney Lucas (VF : Elsa Davoine) : Olivia
- Nora Dunn : Rosa
- Ian Gomez (VF : Franck Sportis) : Jerry
- Colton Dunn (VF : Rody Benghezala) : l'officier Higgins
- Austin Abrams (VF : Hugo Brunswick) : James
- Austin Butler (VF : Julien Allouf) : Thomas
- Michaela Watkins (VF : Juliette Degenne) : Jill
- Jack McBrayer : Guy
- Sasha Spielberg : Carrie
- Claudia Doumit (VF : Caroline Cadrieu) : Jessica
- Artemis Pebdani (en) : Sapphire
- Esther Povitsky (VF : Elsa Davoine) : Alicia
- Stony Blyden : Stony
- Matt Corboy (VF : Sébastien Ossard) : officier Clark

 Source et légende : version française (VF) sur RS Doublage et selon le carton du doublage français sur Netflix.

## Production

### Développement
En novembre 2015, Olivia Milch annonce qu'elle va faire ses débuts en tant que réalisatrice avec le film Les Potes, basé sur une histoire écrite par elle-même et Kendall McKinnon, et dont le scénario avait été publié via The Black List en 2013. Elle dévoile également que l'actrice Lucy Hale, à l'époque star de la série télévisée Pretty Little Liars, tiendra l'un des rôles principaux. Le reste de la distribution est dévoilé au cours du mois.
En mai 2017, le service Netflix acquiert les droits de distribution et de diffusion du film et annonce la sortie du film pour le mois d'avril 2018.

### Tournage
Le tournage du film a débuté le 30 novembre 2015 à Los Angeles.